# Chłopcy z rezerwy
Chłopcy z rezerwy (cz. Muži v offsidu) – czechosłowacka komedia sportowa z 1931 roku w reżyserii Svatopluka Innemanna. Adaptacja bestsellerowej powieści Karela Poláčka „Muži v offsidu” o kibicach piłki nożnej.

## Fabuła
Niezamożny krawiec Habásko i jego dorosły syn Eman kibicują Viktorii Žižkov, bo są z tej dzielnicy Pragi. Dużo lepiej powodzi się kibicowi klubu Slavia Praga, którym jest pan Načeradec, właściciel sklepu z ubraniami. Podczas niedzielnego meczu Slavia–Viktoria między kibicami konkurencyjnych drużyn dochodzi do starcia. Niespodziewanie wlepiona im przez policję grzywna prowadzi do wzajemnego poznania się, a wręcz zaprzyjaźnienia.

## Obsada
- Hugo Haas jako Richard Načeradec
- Jožka Vanerová jako Hedvika, żona Načeradeca
- Jindřich Plachta jako Emanuel Habásko
- Eman Fiala jako Eman, syn Habáska
- Betty Kysilková jako wdowa Ouholičková
- Theodor Pištěk jako Šefelín
- Ella Nollová jako żona Šefelína
- Jiřina Štěpničková jako Emilka, córka Šefelína
- Jaroslav Vojta jako Antonín Hátle
- Růžena Šlemrová jako Šmalfusová
- František Říha jako Sádlo
- Jaroslav Marvan jako komisarz policji
- Viktor Nejedlý jako kibic
- F. X. Mlejnek jako kibic
- Jaroslav Bráška jako kibic
- Jindřich Adolf jako kibic
- Emil Dlesk jako kibic
- Julius Vegricht jako kibic
- Slávka Holakovská jako krawcowa
- Václav Menger jako hazardzista
- Karel Šilhánek jako kelner
- Vladimír Smíchovský jako pan w oknie
- Ladislav Kolda jako człowiek w kolejce górskiej
- Josef Oliak jako krewny Načeradeca
- Marie Oliaková jako krewna Načeradeca
- Rudolf Antonín Dvorský jako piosenkarz

## Produkcja
Zdjęcia kręcono w Pradze.